# 引き出し屋
引き出し屋（ひきだしや）または引き出し業者とは、「引きこもり」や「ニート」、「不登校」等の状態にあると勝手に理由をつけた人を入れる自立支援または全寮制のフリースクールで悪質なものを指す。それらの多くは、家族や親族（既婚の場合は配偶者）からの依頼を受けてはいるものの、当人の元へ予告なく訪れ、当事者を自宅（自室）から連れ出し、寮に入所させるという手法を用いている。
なかには反社会的勢力、カルト宗教、極右の政治団体、精神病院とのつながりを持つ業者や団体もあり（所謂フロント企業）、拉致・監禁や就労（中卒、高校中退者であれば、通信制高校への進学または高卒認定試験の受験）の強要、数百万円から数千万円もの極めて高額な授業料を請求するなどの被害が報じられている。

## 歴史
2000年1月に発覚した新潟少女監禁事件や同年5月に発生した西鉄バスジャック事件（さらに前に遡れば1989年に発覚した東京・埼玉連続幼女誘拐殺人事件も）は、加害者の男性がいずれも引きこもりやそれに近い状態にあったことから、引きこもり問題の社会的認知度を大きく高めた。マスコミによる報道は過熱し、中には引きこもり、ニート、中卒、高校中退者、不登校の児童や生徒を「犯罪者予備軍」として扱うメディアも現れ始めたことで、そうした子を持つ親（主に団塊の世代）の間で不安も高まった。さらにその頃は「キレる17歳」現象をはじめとする少年犯罪や学級崩壊、学力低下なども問題になっており、「子供の個性尊重」や「ゆとり教育」を推進するばかりでそれらの諸問題を解決できなかった行政や公教育に対する不信や批判も強い時代でもあった。それを受けてマスコミは、「もう学校や行政はあてにならない」と前述の事件以前から中卒・高校中退の引きこもりやニートの若者、登校拒否の児童・生徒らを預かり、寮でスパルタ教育式の指導を行い、上下関係のはっきりした規律正しい生活をさせて社会的な自立に繋げてきたと喧伝し、体罰の行使もいとわない体育会系根性論に基づく軍隊式の縦社会型スパルタ教育に特化したフリースクールを新聞・テレビなどで取り上げ始める。
その中でも最も多く取り上げられたのが、愛知県名古屋市の学習塾経営だった長田百合子である。長田の手法は、引きこもり者当人の自宅（自室）へ予告なしに訪問。当人を厳しい口調で非難したり、時には保護者に我が子を罵倒させたり殴らせることもあった。そして最終的には、当人の意思表明に関係なく身体の自由を奪って自宅（自室）から引きずり出し、強引に寮に連れていってしまうという拉致に近いものであった（俗にいう「黄色い救急車」）。当時の日本社会は、発達障害などに対する理解もまだまだ乏しく、昭和時代の古い価値観をまだ引きずっていて「引きこもりは単なる甘えでしかない」「引きこもることは許されない」という風潮が現在よりも強固であり、そうした社会の価値観を忠実に受け止めそれを実行する長田の存在は、さながら「引きこもり問題を解決する救世主」の様相を呈していた。その後、長田は元塾生たちから民事裁判を起こされ、すべて敗訴している。なお、長田は2017年に引きこもりを対象にした寮を閉鎖し、引きこもり関連の事業からは撤退している。
2006年、長田の実妹が運営する引きこもり者矯正施設において、当時26歳の男性を監禁し死亡させる事件（通称「アイ・メンタルスクール寮生死亡事件」）が発生。代表者には監禁致死罪で懲役3年6ケ月の実刑が下された。
2019年11月26日、衆議院の消費者問題に関する特別委員会で、日本共産党の宮本徹議員が「あけぼのばし自立研修センター」の事例を用いて引き出し屋について質問した。（映像）

### ひきこもり当事者からの抗議
2021年12月23日には、引き出し屋に反対するひきこもりの当事者、経験者らで結成された「暴力的『ひきこもり支援』施設問題を考える会」が厚生労働省の会見室にて記者会見を行い「ひきこもり人権宣言」を発表した。その一節には『ひきこもり当事者は、自分らしく生きるために、自己決定権を行使でき、他者から目標を強制されない』とある。

## 事件

### 戸塚ヨットスクール事件
1983年までにヨットスクール「戸塚ヨットスクール」内で発生、発覚して社会問題に発展した一連の事件。

### 不動塾事件
1987年6月9日から6月10日にかけて、不登校や非行少年、障害を持つ15歳から25歳の青少年が親元を離れて集団生活しながら「自立を促す」ということを目的とした「不動塾」で発生した監禁・傷害致死事件。

### 風の子学園事件
1991年7月29日、不登校もしくは問題行動をする児童・生徒の更生を目的としたフリースクール「風の子学園事件」で発生した監禁致死事件。女性（16歳）と男性（14歳）が国鉄から払い下げられ同施設内にあった国鉄C20形コンテナの中に手錠でつながれて44時間監禁され、熱射病により死亡した。

### 丹波ナチュラルスクール
2008年（平成20年）8月、フリースクール「丹波ナチュラルスクール」で経営者の男と責任者の女が入所していた14歳の女子中学生に対して暴行し、17日間の怪我を負わせる事件が発生した。少女は、同じく入所していた20歳の女性ら3人と脱走し、24時間営業のスーパーマーケットに逃げ込んで保護された。同年9月9日、経営者と責任者の2人は傷害容疑で逮捕された。

### あけぼのばし自立研修センター事件
2017年1月18日、引きこもりの男性（46歳）がクリアアンサー株式会社が運営する「あけぼのばし自立研修センター」の職員により自宅から連れ出され、2019年4月25日に研修先のアパートにて餓死状態で発見された事件。

### 赤座警部の全国自立就職センター案件
2019年12月26日、岐阜県警察のOBの赤座孝明が代表を務める「赤座警部の全国自立就職センター」を名乗る引き出し屋によって自宅から強制的に連れ出され、行動の自由を制限されたり、実態のない支援で多額の契約料を支払わされたとして、30代女性とその母親が東京都内の業者に対して契約不履行や慰謝料など計1727万円の損害賠償を求めた訴訟で、東京地方裁判所は運営元の株式会社エリクシルアーツと代表者らに対して約505万円の支払いを命じる判決を言い渡した。女性は引きこもりではなかったが家族間の諍いがきっかけで、母親が自立支援を謳う同社と契約を結び、社会復帰や職業訓練支援を受けられるという名目で3ヶ月分の費用・約570万円を支払った。2015年9月、女性が一人暮らしをするマンションに同社職員ら8人が訪れ、玄関のドアチェーンをバールで破壊し、女性を車に乗せて業者の運営する施設に無理やり連れて行った。女性は自力で逃げ出すまでの約3ヶ月間、殴る蹴るなどの暴行を受けたほか、現金や携帯電話も取り上げられ、夜間も施設前の路上で職員が監視するなど、軟禁された。女性はPTSDを発症したが、密室の出来事だったため証拠に乏しいことから女性本人に対する慰謝料は低額に抑えられた。
これは引き出し屋に関する初の判決であるとした記事があるが、これより以前に幾つもある。

### ワンステップスクール湘南校案件
2020年10月28日、一般社団法人若者教育支援センターが運営する「ワンステップスクール湘南校」に意に反して連れ出されたうえ、施設で監禁生活を強いられ精神的苦痛を被ったとして、元入所者の男性7人が施設の運営業者とその代表らに計2800万円の損害賠償を求めて、横浜地方裁判所に提訴した。これは引き出し屋に関する初の集団訴訟である。
「ワンステップスクール」を巡っては、かねてよりその手法を危険視する声が多くあり、2016年3月21日放送の『ビートたけしのTVタックル』で、団体の代表理事である廣岡政幸が長年引きこもり続ける40代男性の部屋の扉を素手で叩き壊し、「降りてこい！」などと怒号を浴びせた上、抵抗を続ける本人を7時間にわたって追い込む様子が放送されると、インターネット上を中心に「暴力的だ」といった非難の声が殺到した。翌4月、精神科医の斎藤環や引きこもり経験者らが記者会見を行い、「支援という名の暴力を好意的に報道するのは人権意識が欠けている」などと、同番組の放送内容を厳しく批判した。
2025年1月10日、横浜地裁は民事調停法に基づき、被告が原告2人の承諾を得ず自由を違法に制限したと認め、慰謝料として計70万円を支払うことや、今後はひきこもりや不登校などにかかわる違法な自立支援事業を行わないと約束することを柱とする決定をおこない、施設の運営法人側に原告5人のうち2人への慰謝料支払いを命じた。元入所者らの自由を違法に制限したと認め、謝罪することも盛り込んだ。他の原告3人の訴訟は継続している。